# غريزغورز ليفاندوفسكي
غريزغورز ليفاندوفسكي (بالبولندية: Grzegorz Lewandowski)‏ (1 سبتمبر 1969 في بولندا - ) هو مدرب كرة قدم ولاعب كرة قدم بولندي في مركز الوسط. شارك مع منتخب بولندا لكرة القدم. أما مع النوادي، فقد لعب مع بولونيا وارسو وزاغويمبيه لوبين وفيسوا كراكوف ولوغرونيس وليغيا وارسو ونادي أديلايد سيتي لكرة القدم ونادي كاين وهوتنيك نوفا هوتا وKotwica Kołobrzeg (football) ‏ وRuch Wysokie Mazowieckie ‏ وŁKS Łomża ‏ وGwardia Koszalin ‏ وRega Trzebiatów ‏ وRKS Radomsko ‏.

## وصلات خارجية
- غريزغورز ليفاندوفسكي على موقع قاعدة بيانات كرة القدم.إي يو (الإنجليزية)
- غريزغورز ليفاندوفسكي على موقع ناشيونال فوتبول تيمز (الإنجليزية)
- غريزغورز ليفاندوفسكي على موقع Soccerway.com (الإنجليزية)
- غريزغورز ليفاندوفسكي على موقع عالم كرة القدم.نت (الإنجليزية)